# Ugo Longo
Ugo Longo (Caltanissetta, 1º gennaio 1941 – Roma, 14 marzo 2009) è stato un dirigente sportivo italiano.
È stato il trentatreesimo presidente della Società Sportiva Lazio.

## Biografia
Dalla sua città di nascita (Caltanissetta) ove il padre, Carmelo Longo, fu sindaco dal 1952 al 1956, Longo si trasferisce a Roma nel 1959. Nel 1967 si iscrive all'Ordine degli avvocati di Roma e diventa penalista, occupandosi di vari casi tra i quali quelli sul golpe Borghese, dello scandalo dei fondi neri Sisde, e assistendo personaggi di Mani pulite. Nel mondo dello sport giunge nel 1996, quando viene nominato vicecapo della procura anti-doping del CONI. L'anno seguente diviene procuratore capo.
Durante il periodo delle indagini successive alle accuse di doping avanzate da Zdeněk Zeman, si dimette denunciando l'impossibilità di portare avanti la propria attività in modo proficuo a causa della carenza di mezzi a disposizione dell'organismo. Avvocato della famiglia Cragnotti, cura la cessione della Società Sportiva Lazio S.p.A. quotata in borsa dal 1998.
Dopo essere stato per quattro anni nel consiglio di amministrazione della Lazio, nel gennaio del 2003 l'assemblea degli azionisti dei biancocelesti lo nomina presidente in sostituzione di Sergio Cragnotti, che lascia la società in una profonda crisi economica: la società da mesi non è in grado di pagare gli stipendi dei calciatori ed è fortemente indebitata con il fisco.
Riesce nel compito di gestire l'attività di salvataggio della società che, dopo l'uscita di scena del gruppo Cirio e dell'ex patron Sergio Cragnotti, diviene una public company. Per far fronte all'ammanco di liquidità, Longo promuove un aumento di capitale sociale di 120 milioni di euro. Lazionista, associazione di piccoli azionisti promossa dall'ex presidente laziale Gian Chiarion Casoni, raccoglie tra più di 5.000 famiglie di tifosi laziali oltre 1 milione e mezzo di euro. Si riesce così a far fronte all'iscrizione al campionato di calcio 2004-2005.
Nel gennaio 2004 viene messo in atto un altro aumento di capitale per affrontare la crisi economica, superando il rischio di fallimento anche grazie all'apporto dei piccoli azionisti e de Lazionista. L'abbandono della carica presidenziale non coincide con quello della Lazio: assiste infatti legalmente la società nel periodo dello scandalo del calcio italiano esploso nel 2006, noto col nome di Calciopoli. Muore il 14 marzo 2009, all'età di sessantotto anni, dopo una lunga malattia.